# 山之口村
山之口村（やまのくちむら）は、かつて岐阜県大野郡に存在した村である。1956年に合併で萩原町となった後、現在は下呂市の一部である。
かつての萩原町北部、飛騨川の支流の山之口川沿いの地域である。位山の南に位置する。

## 歴史
- 江戸時代末期、この地域は天領であった。
- 1871年（明治4年） - 廃藩置県により、飛騨国一円は筑摩県となる。
- 1875年（明治8年）2月 - 宮村、阿多粕村、渚村、長淀村、木賊洞村、引下村、小坊村、有道村、無数河村、山梨村、久々野村、山之口村（初代）が合併し、位村となる。
- 1876年（明治9年）8月20日 - 筑摩県が分割され、旧・飛騨国一円は岐阜県と合併する。
- 1883年（明治16年）10月 - 位村の分割により、山之口村（2代）が発足。
- 1889年（明治22年）7月1日 - 町村制により山之口村が村制施行。
- 1956年（昭和31年）8月25日 - 益田郡萩原町、川西村と合併し、改めて萩原町が発足。同日山之口村廃止。

## 学校
- 山之口村立山之口小学校（1988年廃校。萩原町立尾崎小学校に統合。現・下呂市立尾崎小学校）
- 山之口村立山之口中学校（1968年萩原町立北中学校へ統合。現・下呂市立萩原北中学校）

その他に、岐阜大学農学部位山演習林がある。

## 観光
- 位山
- 川上岳
- 島脇谷山